# Aigües
Aigües, en valencien et officiellement (Aguas de Busot en castillan), est une commune de la province d'Alicante, dans la Communauté valencienne, en Espagne. Elle est située dans la comarque de l'Alacantí et dans la zone à prédominance linguistique valencienne.

## Géographie

Localisation d'Aigües
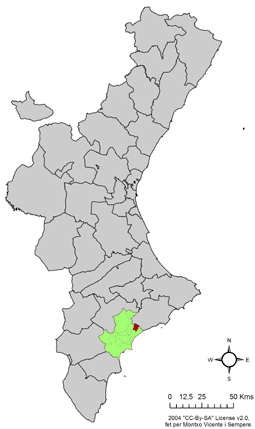
dans la Communauté valencienne.
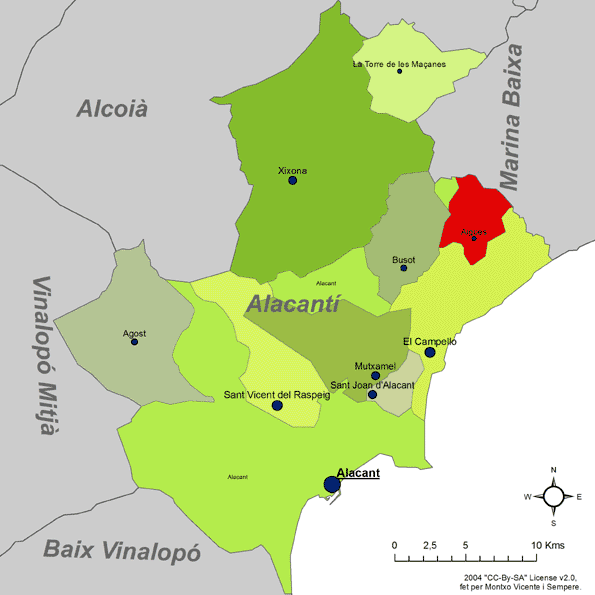
dans la comarque de l'Alacantí.